# Aaron Cook (Basketballspieler)
Aaron Lamont Cook (* 27. Oktober 1983) ist ein ehemaliger US-amerikanischer Basketballspieler.

## Werdegang

### Spieler
Aaron Cook war in seinem Heimatland Basketballspieler an der Lake Clifton High School in Baltimore (US-Bundesstaat Maryland) und hernach von 2002 bis 2006 an der University of Hartford in Connecticut. Dem 1,88 Meter großen Aufbauspieler gelangen in 114 Einsätzen insgesamt 1600 Punkte (14 je Spiel). Mit diesem Wert platzierte er sich in der ewigen Korbjägerliste der Hochschulmannschaft auf dem siebten Rang.
Nach dem Wechsel ins Profigeschäft spielte Cook in der Saison 2006/07 zunächst in der US-Liga ABA bei den Vermont Frost Heaves. Im Spieljahr 2007/08 stand er in Diensten der Butte Daredevils in der CBA, einer weiteren Liga in den Vereinigten Staaten. Cook wechselte nach Europa, spielte zu Beginn der Saison 2008/09 für Atlas Stal Ostrów in Polens erster Liga und schloss sich im Dezember 2008 Gothia Basket in Schweden an. Für den schwedischen Erstligisten stand Cook in 18 Punktspielen auf dem Feld, er erzielte Mittelwerte von 12,2 Punkten und 4,9 Korbvorlagen je Begegnung.
Er kehrte in sein Heimatland zurück, spielte für die Mannschaft Vermont Frost Heaves in der Premier Basketball League (PBL). Anfang Januar 2011 verpflichtete ihn der deutsche Zweitligist Cuxhaven BasCats. In Cuxhaven überzeugte der Aufbauspieler bis zum Saisonende 2010/11 als bester Vorlagengeber der 2. Bundesliga ProA (6,6 pro Partie) und mit 17,2 Punkten je Begegnung. Er trug damit deutlich zur Sicherung des Klassenverbleibs der abstiegsbedrohten Cuxhavener bei. In der Sommerpause 2011 wechselte Cook innerhalb der Liga zum Mitteldeutschen BC. Aufgrund eines Handbruchs kam Cook nur zu drei Pflichtspieleinsätzen für den MBC, im Dezember 2011 wurde der Vertrag aufgelöst. Cook fand einen neuen Arbeitgeber in derselben Spielklasse und spielte bis Saisonende 2011/12 für die Crailsheim Merlins.
Im September 2012 nahm Cook ein Angebot des deutschen Zweitligisten ETB Essen an. Dort blieb er bis zum Ende der Saison 2012/13 und war hernach vereinslos. Im Dezember 2013 nahm Zweitligist Cuxhaven den US-Amerikaner wieder unter Vertrag. In der Schlussphase des Spieljahres 2013/14 trug Cook erheblich zum Klassenerhalt der Mannschaft bei, unter anderem im letzten Saisonspiel gegen die BG Karlsruhe, als er Cuxhaven trotz Muskelverletzung zum benötigten Sieg führte. Er blieb bis zum Saisonende 2014/15 Mannschaftsmitglied. Im September 2015 heiratete Cook die Tochter von Peter Neumann, dem langjährigen Geschäftsführer der Cuxhaven BasCats. Nach seinem Ausscheiden beim Zweitligisten spielte Cook später im Amateurbereich bei der BSG Bremerhaven in der 2. Regionalliga.

### Trainer
Des Weiteren begann er eine Trainerlaufbahn und wurde Jugendtrainer. Er war ab 2017 Assistenztrainer der U19-Mannschaft der Eisbären Bremerhaven in der NBBL, ab 2018 zusätzlich Assistenztrainer beim Regionalligisten Cuxhaven Baskets. Seine Tätigkeit in Cuxhaven endete Anfang Dezember 2018, als sich die wirtschaftlich angeschlagene Mannschaft von Cook und Cheftrainer Darren Stackhouse trennte. In Bremerhaven übernahm er die Aufgabe des Cheftrainers der Jugendmannschaft in der JBBL. Im Juli 2021 erwarb er den B-Trainerschein des Deutschen Basketball Bunds. Im Dezember 2021 trat Cook das Cheftraineramt beim Regionalligisten Cuxhaven Baskets an und blieb bis zum Ende der Saison 2021/22 im Amt. Nach dem Abstieg der Mannschaft kehrte Cook im Sommer 2022 als Spieler ins Aufgebot zurück und spielte für die Cuxhavener in der 2. Regionalliga.